# The Idle Mermaid
The Idle Mermaid (hangul: 잉여공주; rr: Ing-yeo gongju; MR: Ingyŏ Kongchu; literalmente Surplus Princess) é uma telenovela sul-coreana exibida pela emissora tvN de 7 de agosto a 9 de outubro de 2014, com um total de dez episódios. É estrela por Jo Bo-ah, On Joo-wan, Song Jae-rim e Park Ji-soo. Seu enredo onde uma sereia se apaixona por um homem e decide tornar-se humana, é uma releitura moderna do conto A Pequena Sereia (1837) de Hans Christian Andersen.
Originalmente, The Idle Mermaid foi planejada para possuir catorze episódios, entretanto, em 26 de setembro de 2014, foi anunciado sua redução para dez episódios.

## Enredo
Aileen (Jo Bo-ah) é uma princesa sereia que adora o mundo humano, ela é apaixonada por Kwon Shi-kyung (Song Jae-rim), um famoso chefe de cozinha. Enquanto ele gravava um programa de televisão, ela o salva de um acidente no rio Han e a fim de encontrar-lo novamente, Aileen rouba uma poção mágica da bruxa masculina Ahn Ma-nyeo (Ahn Gil-kang), e é transformada em uma garota humana. Somente após sua transformação, é que descobre que tem exatamente cem dias para encontrar o amor verdadeiro, caso contrário irá desaparecer, transformando-se em bolhas. Em sua meta para conquistar o amor de Shi-kyung em cem dias, Aileen passa a usar a identidade de "Kim Ha-ni" e muda-se para uma casa em Seul com outros jovens.

## Elenco

### Elenco principal
- Jo Bo-ah como Kim Ha-ni/Aileen
- On Joo-wan como Lee Hyun-myung
- Song Jae-rim como Kwon Shi-kyung
- Park Ji-soo como Yoon Jin-ah

### Elenco de apoio
- Kim Seul-gie como Ahn Hye-young
- Kim Min-kyo como Do Ji-yong
- Nam Joo-hyuk como Park Dae-bak / "Big"
- Lee Sun-kyu como Lee Sun-kyu
- Jin Hee-kyung como Hong Myung-hee
- Kim Jae-hwa como Kim Woo-sun
- Han So-young como So Dae-ri
- Ahn Gil-kang como Ahn Ma-nyeo
- Kim Jin-hee como Han Gook-ja

## Trilha sonora
1. '"그 사람과의 마지막 대화" (The Last Conversation) - Ever-New

## Recepção
Na tabela abaixo, os números azuis representam as audiências mais baixas e os números vermelhos representam as audiências mais elevadas.
| Episódio | Data de transmissão    | Título                                                                             | Audiência média AGB Nielsen |
| -------- | ---------------------- | ---------------------------------------------------------------------------------- | --------------------------- |
| 1        | 7 de agosto de 2014    | Sereia No Fluxo (개천에서 인어난다)                                                | 0.84%                       |
| 2        | 14 de agosto de 2014   | Conheça Seu Inimigo Sob A Ponte Do Rio Han (원수는 한강다리 밑에서 만난다)         | 0.97%                       |
| 3        | 21 de agosto de 2014   | O Amor Verdadeiro Durante Uma Noite Aleatória (아닌 밤중에 진정한 사랑)            | 0.60%                       |
| 4        | 28 de agosto de 2014   | Não Pise Nos Sonhos De Uma Sereia (잉여도 밟으면 꿈틀한다)                         | 0.98%                       |
| 5        | 4 de setembro de 2014  | O Trabalho Duro Nunca É Desperdiçado (공든 자소설 무너지랴)                        | 0.743%                      |
| 6        | 11 de setembro de 2014 | É O Fim Do Mundo (하늘이 무너져도 솟아날 구멍은 없다)                              | 0.602%                      |
| 7        | 18 de setembro de 2014 | O Coração Bate Por Uma Razão (아니 땐 심장이 두근대랴)                             | 0.537%                      |
| 8        | 25 de setembro de 2014 | Falha Gera Excedentes (실패는 잉여의 어머니)                                       | —                           |
| 9        | 2 de outubro de 2014   | Você Pode Pelo Menos Jogar Para As Estrelas (오르지 못할 나무 쳐다볼 순 있다)      | —                           |
| 10       | 9 de outubro de 2014   | Acho Que Não Posso Amar, Porque Tenho Medo De Bolhas? (물거품 무서워 사랑 못하랴!) | 0.59%                       |

## Exibição internacional
- Malásia - Sob o título de Idle Mermaid, foi ao ar na Malásia através da emissora TV9, de 6 a 21 de fevereiro de 2018.
- Filipinas - Sob o título de The Mermaid, foi ao ar nas Filipinas através da emissora GMA Network, de 4 de maio a 12 de junho de 2015, no lugar de Fall In Love With Me (2014).
- Tailândia - Foi ao ar na Tailândia através da PPTV, com início de sua transmissão em 1 de novembro de 2015.[6]